# 11. století
Jedenácté století je podle Gregoriánského kalendáře období mezi 1. lednem 1001 a 31. prosincem 1100 našeho letopočtu. Jedná se o první století druhého tisíciletí.
V Evropě bývá jedenácté století považováno za počátek éry vrcholného středověku. Prudký pokles vlivu zaznamenala v této době Byzantská říše tísněná z východu expanzí seldžuckých Turků. Naopak vzrostla moc Normanů, účastnících se bojů s Araby a Turky, a papežů, kteří konfrontovali svůj mocenský vliv s římskými císaři během tzv. boje o investituru. Hospodářský i kulturní růst zažívala v tomto století severoitalská města. V architektuře i výtvarném umění nadále převládal románský sloh.
Čína pod dynastií Sung i arabský svět v této době prožívaly období hospodářského, kulturního a technologického rozvoje. V Americe dosáhla svého vrcholu říše Toltéků.

## Významné události

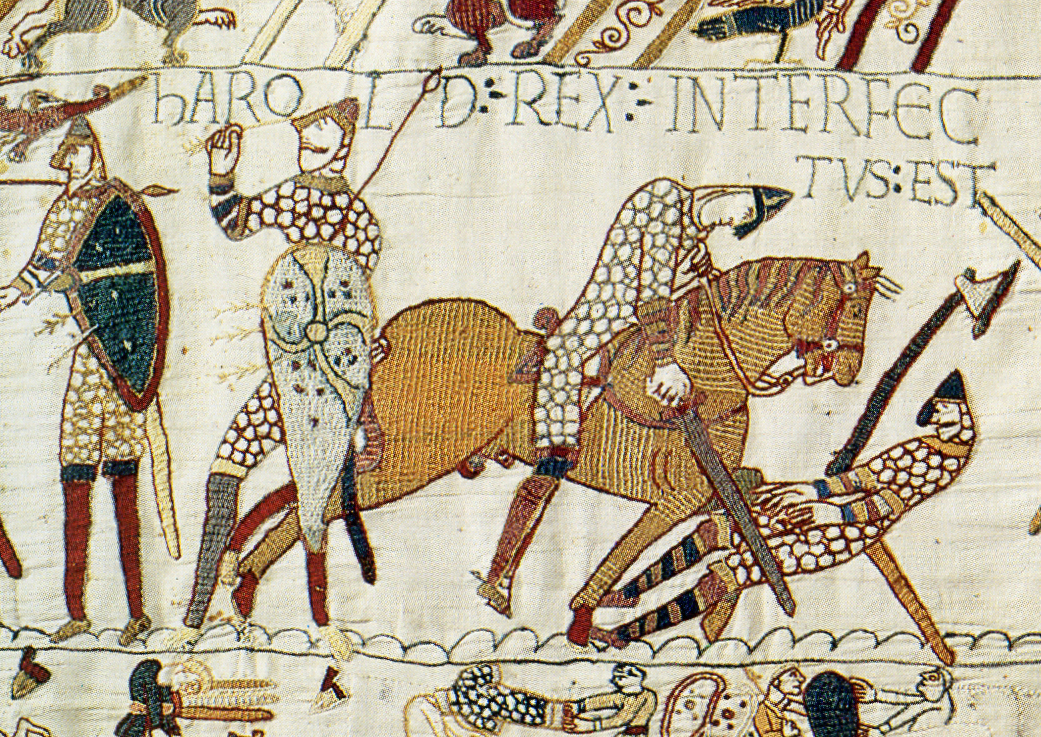
Smrt Harolda Godwinsona v bitvě u Hastingsu. Výjev z tapisérie z Bayeux

- 25. prosince 1000/1. ledna 1001 byl prvním uherským králem korunován Štěpán I.
- 1000 – 1014/1020 sepsala Murasaki Šikibu, dvorní dáma na japonském císařském dvoře, své dílo Příběh prince Gendžiho.
- 1001 založil vikinský mořeplavec Leif Eriksson kolonii v severoamerické zemi Vinland.
- 29. července 1014 porazil byzantský císař Basileios II. bulharského cara Samuela I. v bitvě u Belasice. Císař po bitvě získal svou přezdívku Bulgaroktonos čili Bulharobijce.
- 1018 začlenil byzantský císař Basileios II. Bulgaroktonos poslední části bulharského státu do Byzantské říše. Za Basileiovy vlády se Byzanc stala prvořadou evropskou velmocí.

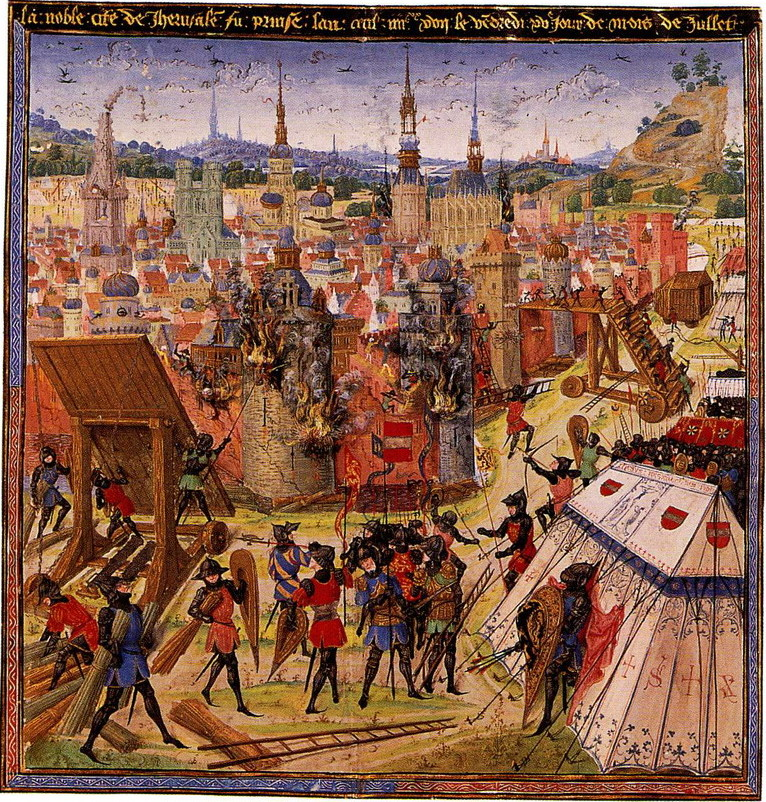
Vojska první křížové výpravy se zmocňují Jeruzaléma

- 12. listopadu 1035 zemřel vikinský král Dánska, Anglie a Norska Knut Veliký. Po jeho smrti se jeho Severská říše rozpadla na Dánské, Anglické a Norské království.
- 1054 došlo k Velkému schismatu mezi západní katolickou a východní pravoslavnou církví.
- 14. října 1066 porazil Vilém I. Dobyvatel anglosaského krále Harolda II. v bitvě u Hastingsu, načež si podmanil do té doby rozdrobenou Anglii.
- 26. srpna 1071 porazili Seldžudští Turci byzantského císaře Romana IV. Diogena v bitvě u Mantzikertu. Expandující Seldžukové obsadili i Palestinu včetně Jeruzaléma.
- 1075 vydal papež Řehoř VII. dokument Dictatus papae, čímž vyhrotil spor s římským císařem známý jako boj o investituru.
- 1077 uskutečnil římský císař Jindřich IV. cestu do Canossy.
- 15. června 1085 byl český kníže Vratislav II. korunován prvním českým králem.
- 1083 byl papežem Řehořem VII. svatořečen první uherský král Štěpán I.
- 1088 byla v italské Bologni založena nejstarší světová univerzita.
- 1094 dobylo křesťanské vojsko, jež vedl Rodrigo Díaz de Vívar známý jako Cid, Maury ovládanou Valencii.
- 1095 byla na koncilu v Clermontu papežem Urbanem II. vyhlášena první křížová výprava do Svaté země.
- 28. června 1098 dobyla vojska první kruciáty Antiochii. Město se stalo centrem Antiochijského knížectví.
- 15. července 1099 dobyla křižácká vojska Jeruzalém. Město se stalo centrem nově ustanoveného Jeruzalémského království.

## Významné osobnosti

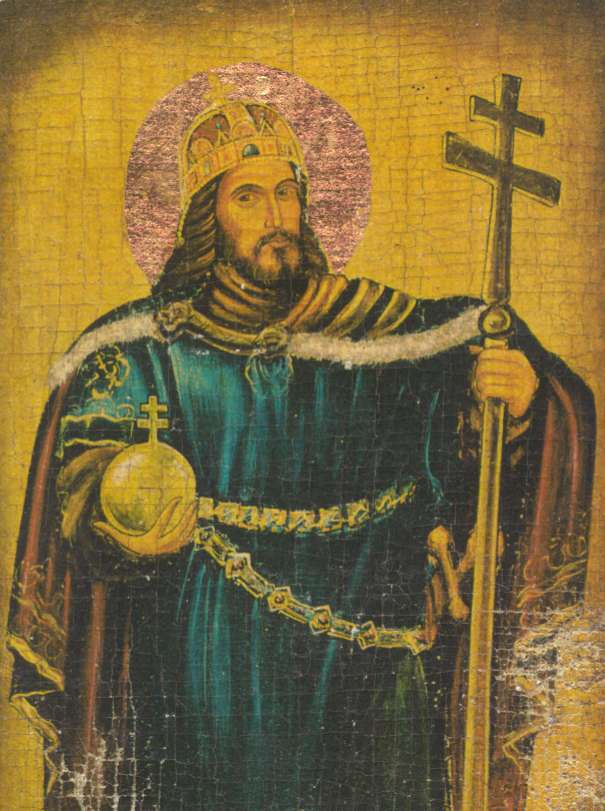
Uherský král Štěpán I. Svatý

- Alexios I. Komnenos
- Boleslav Chrabrý
- Ferdinand I. Kastilský
- Jaroslav I. Moudrý
- Jindřich IV.
- Knut Veliký
- Leif Eriksson
- Robert Guiscard
- Rodrigo Díaz De Vivar – El Cid
- Štěpán I. Svatý
- Urban II.
- Vratislav II.